# Wilhelm Mohnke
Wilhelm Mohnke (15 tháng 3 năm 1911 - 6 tháng 8 năm 2001) là một chỉ huy quân sự của Đức trong Chiến tranh thế giới thứ hai.

## Tiểu sử và binh nghiệp
Mohnke sinh ra tại Lübeck trong một gia đình có bố là thợ mộc. Ông học hết bậc trung học và học nghề kinh doanh. Tháng 9 năm 1931, Mohnke gia nhập Đảng Quốc xã và đến tháng 11 trở thành thành viên của đội quân Lübeck SS. Sau khi trải qua một số vị trí trong lực lượng SS, tháng 3 năm 1933, Mohnke được bổ sung vào Lực lượng bảo vệ Trụ sở SS ở Berlin.
Tháng 9 năm 1939, Mohnke có mặt trong lực lượng Đức tấn công Ba Lan với chức vụ Đại đội trưởng Đại đội 5 của Leibstandarte SS Adolf Hitler (LSSAH) - một tổ chức bán quân sự tiền thân của Waffen SS. Ngày 29 tháng 9 năm 1939, Wilhelm Mohnke được tặng Huân chương Thập tự sắt hạng II và ngày 8 tháng 11 năm 1939 được tặng Huân chương Thập tự sắt hạng I. Sau chiến dịch tấn công Ba Lan, Mohnke chiến đấu cùng đại đội của mình ở Mặt trận phía Tây và Trận Dunkirk, đến ngày 28 tháng 5 năm 1940, Wilhelm Mohnke chỉ huy Tiểu đoàn 2 LSSAH. Về sau Mohnke bị cáo buộc trong thời gian này đã dính líu trực tiếp đến những vụ lính SS dưới quyền Mohnke được lệnh từ ông đi truy lùng và thảm sát tù binh chiến tranh như vụ sát hại 96 tù binh người Anh và 1 người Pháp ở Wormhout, Pháp.
Năm 1941, Mohnke cùng Tiểu đoàn 2 LSSAH chiến đấu trong Chiến dịch Balkan, ông bị thương lần thứ 3 vào ngày 6 tháng 4 do một cuộc không kích khiến ông bị cụt chân và bị đau liên tục.
Năm 1942, Wilhelm Mohnke được chỉ huy SS Josef "Sepp" Dietrich giao nhiệm vụ thành lập một sư đoàn xe tăng cho LSSAH. Mùa hè năm 1943, Mohnke trở thành chỉ huy Trung đoàn Tăng thiết giáp SS số 2 của sư đoàn "Thanh niên Hitler" (2.SS-Panzergrenadier-Regiments der neuen Division "Hitlerjugend") về sau là Trung đoàn tăng cường SS số 26 thuộc Sư đoàn tăng cường SS số 12 "Thanh niên Hitler".
Tháng 6 năm 1944, Trung đoàn của Mohnke đã chiến đấu chống lại Chiến dịch Overlord của quân Đồng Minh nhưng những nỗ lực của Mohnke và lực lượng Đức nói chung đã không thể đẩy lui quân Đồng Minh, nhưng Mohnke vẫn được tặng Huân chương Thập tự sắt Hiệp sĩ vào ngày 11 tháng 7 năm 1944. Ngày 20 tháng 8 năm 1944, Mohnke chỉ huy Sư đoàn Thiết giáp số 1 LSSAH thay cho Thiếu tướng, Lữ đoàn trưởng SS Theodor "Teddy" Wisch bị thương nặng. Ngày 30 tháng 1 năm 1945, sau khi kết thúc cuộc tấn công Ardennes, Mohnke được phong Lữ đoàn trưởng SS, nhưng do bị thương ở đầu trong một cuộc không kích ngày 6 tháng 2 năm 1945, ông bàn giao quyền chỉ huy LSAAH lại cho Thiếu tướng, Lữ đoàn trưởng SS Otto Kumm.
Sau một thời gian dưỡng thương, giữa tháng 4 năm 1945, Mohnke được đưa đến Reichskanzlei và được Adolf Hitler bổ nhiệm chỉ huy lực lượng phòng thủ. Nhóm tác chiến của Mohnke (Kampfgruppe Mohnke) gồm 9 tiểu đoàn.

## Đầu hàng quân Liên Xô và trở thành tù binh chiến tranh
Ngày 1 tháng 5 năm 1945, sau khi nhận tin Hitler đã chết từ phụ tá của Hitler là SS- Sturmbannführer Otto Günsche, Wilhelm Mohnke cùng các thư ký của Hitler là Traudl Junge, Gerda Christian, Else Krüger, chuyên gia dinh dưỡng của Hitler Constanze Manziarly, bác sĩ Ernst-Günther Schenck, phụ tá và bạn của Hitler Walther Hewel và Otto Günsche rời khỏi Führerbunker - boongke của Hitler và cố gắng đào thoát khỏi khu vực bị quân đội Liên Xô bao vây để đến chỗ quân Đồng Minh ở phía Tây sông Elbe hoặc quân Đức ở phía Bắc. Ngày 2 tháng 5, Mohnke đầu hàng và bị quân đội Liên Xô bắt tại Pankow, ông cùng các sĩ quan Đức bị bắt được Thượng tướng Vasily Chuikov - Tư lệnh Tập đoàn quân Cận vệ số 8, tiếp đãi trước khi bàn giao lại cho Bộ Dân ủy nội vụ (NKVD). Ngày 9 tháng 5 năm 1945, Mohnke bị đưa đến Moskva và biệt giam trong 6 năm ở trụ sở KGB - nhà tù Lubyanka trước khi chuyển đến Trại tù binh 5110/48 Voikovo (Kriegsgefangenenlager 5110/48 Woikowo).
Mohnke trở thành tù binh chiến tranh của Liên Xô đến ngày 10 tháng 10 năm 1955. Sau khi mãn hạn tù, ông chuyển đến Hamburg và làm việc ở đó với tư cách là một nhân viên bán xe hơi. Từ năm 1979, Mohnke đã tiếp xúc với phóng viên Gerd Heidemann của Tạp chí Stern. Ông đã cố vấn cho anh ta về những vấn đề liên quan đến Chủ nghĩa Quốc xã và đưa anh ta tiếp xúc với những người từng hoạt động thời kì Đức Quốc xã. Chính nhờ điều này mà Heidemann đã tiếp xúc với người giả mạo cuốn nhật ký của Hitler là Konrad Kujau. Heidemann sau đó đã cho Mohnke xem những cuốn nhật ký được cho là của Hitler và đọc những đoạn trong đó cho ông ta nghe. Mohnke đã chỉ ra những sai sót thực tế, nhưng đã bị bỏ qua.

## Qua đời
Wilhelm Mohnke qua đời ngày 6 tháng 8 năm 2001 tại Damp gần Eckernförde.

## Những cáo buộc thảm sát tù binh chiến tranh
Trong suốt thời gian chỉ huy lực lượng SS ở Pháp và Balkan, Wilhelm Mohnke bị cáo buộc liên quan đến nhiều vụ lùng bắt và hành quyết các tù binh chiến tranh phe Đồng Minh.
Mohnke bị cáo buộc ra lệnh cho lính SS của Đại đội 7 tại Esquelbecq, Hauts-de-France, Pháp dồn 80 tù binh là lính Anh thuộc "Trung đoàn Hoàng gia Warwickshire", "Trung đoàn Cheshire" và "Trung đoàn Pháo binh Hoàng gia" vào một nhà kho rồi sát hại họ bằng lựu đạn và súng máy.
Trong khi chống lại cuộc đổ bộ của quân Đồng Minh lên Normandie, ngày 7 tháng 6 năm 1944, các đơn vị thuộc trung đoàn của Mohnke đã bắn chết 36 tù binh Canada ở Fontenay-le-Pesnel, tỉnh Calvados. Vào ngày 8 tháng 6, Tiểu đoàn 2 thuộc trung đoàn của Mohnke, dưới sự chỉ huy của Obersturmbannführer Bernhard Siebken, đã bắn ba tù nhân chiến tranh Canada trong trận Le Mesnil-Patry.